# Stevel Marc
Stevel Marc (Portland, Jamaica, 16 de agosto de 1983) es un actor jamaiquino, conocido por aparecer en películas y series de televisión como The Mauritanian (2021), Holiday in the Wild (2019), Black Sails (2014), Hooten & the Lady (2016), Happiness Is a Four-letter Word (2016), y One Piece (2023).

## Primeros años
Hijo de Jasmine Williams y Carlton McDonald, nació y creció en la parroquia de Portland (Jamaica), donde asistió al instituto Titchfield High School. Su carrera como modelo comenzó cuando fue descubierto profesionalmente por Dwight Peters, de Saint International Modelling Agency, poco antes de ser galardonado como Mr. Titchfield 2000. Esto le brindó numerosas oportunidades con contratos internacionales que le llevaron a Londres, Nueva York, Asia, Sudáfrica y partes de Europa.

## Carrera
Sudáfrica fue su centro neurálgico, donde firmó un contrato con la internacionalmente reconocida Ice Model Management y con Artist Connection, tanto en el ámbito teatral como en el comercial. Fue aquí donde comenzó a dar forma y estilo a sus capacidades a través de varios anuncios de televisión y cine, incluyendo Revlon, BlackBerry, Coca Cola, KFC, Nescafé, Momentum, Standard Bank, Nashua Mobile, South African Broadcasting Corporation (SABC) y DSTV. También trabaja como locutor y ya ha prestado su voz a Samsung Mobile, Budweiser, Malibu Caribbean Rum, Toyota, Highveld Stereo, Pigg's Peak Casino, Foundry Premium Cider, Spar, Pick 'n Pay, Standard Bank, Student radio, Exclusive Books y The South African Tourism Board.
Ha actuado como presentador para Master Card, Heineken, Fashion Television International (FTV), De Beers, Standard Bank, MTN Go Rig (Copa FIFA Confederaciones), Copa Mundial de la FIFA (Fan Fest y 22 partidos de la Copa Mundial), Sony (World Cup Winners Trophy Tour), Calvin Klein, BlackBerry, Sansui Summer Cup, SAICA (South African Institute of Chartered Accountants), Cricket SA.
Empezó a presentarse a audiciones para papeles cinematográficos a los veinte años en Sudáfrica, mientras se formaba en el Teatro Cívico de Johannesburgo. En 2008 se matriculó en la New York Film Academy (NYFA) y en el TVI Actors Studio de Los Ángeles (California) para estudiar y completó con éxito sus estudios de cine.
Su primer papel en un largometraje fue en Of Good Report, aclamada internacionalmente y ganadora de 13 premios. También tuvo papeles notables en, The Challenger Disaster (2013) junto a William Hurt, OutPost 37 (2014), Dear Betty (2014), My Zulu Promise (2013), Donor (2014), The King's Rook (2014), The Triangle (2005), Anything for Wifey (2014), Trinity (2014), Hometown (2014), Adaption (2014).